# Wigram Aerodrome
Wigram Aerodrome (IATA: N/A, ICAO: NZWG) – dawna baza lotnicza Królewskich Nowozelandzkich Sił Powietrznych, zlokalizowana w Christchurch (przemieście Wigram) na Wyspie Południowej w Nowej Zelandii. Jej nazwa pochodzi od nazwiska Sir Henry Francisa Wigrama, urodzonego w Wielkiej Brytanii nowozelandzkiego biznesmena, polityka i promotora lotnictwa, który w latach 1902–1904 był burmistrzem Christchurch. Pierwotnie była to baza wojskowej szkoły lotniczej RNZAF Central Flying School (CFS). Została zamknięta w 1995 r. w następstwie przeniesienia szkoły do bazy Ohakea. Oficjalne zamknięcie miało miejsce 14 września 1995 r.
Po zamknięciu bazy lotnisko Wigram nadal działało i było wykorzystywane przez kilka różnych firm z sektora lotniczego, a zostało ostatecznie zamknięte w 2009 roku.
Obecnie na północnym krańcu dawnego lotniska swoją siedzibę ma Muzeum Sił Powietrznych (Air Force Museum of New Zealand), które posiada m.in. kolekcję samolotów. Jest to jedno z dwóch takich muzeów w Nowej Zelandii.
Od 1949 r. na pasach lotniska i drogach kołowania tworzono tymczasowy tor wyścigowy o długości 3 km.

## Zamknięcie lotniska
9 lipca 2008 w wiadomościach Television 3 podano informację, że plemię Ngai Tahu, właściciele lotniska (uzyskało do niego prawo na podstawie roszczeń związanych z naruszeniem traktatu Waitangi zamierzają zamknąć lotnisko do lutego 2009 r. Tereny lotniska miały zostać przeznaczone pod zabudowę mieszkalną. Nie naruszone miały zostać hangary i wieża kontroli lotów, objęte ochroną jako zabytki.
Lotnisko Wigram oficjalnie zakończyło działalność 1 marca o godzinie 0:00 czasu lokalnego.
W latach 2012–13 na zachodnim końcu trawiastego pasa startowego pojawiły się budynki mieszkalne. Na jego przeciwnym krańcu powstały obiekty przemysłowe.